# رونده هالیس-جفرسون
رونده هالیس-جفرسون (انگلیسی: Rondae Hollis-Jefferson؛ زادهٔ ۳ ژانویهٔ ۱۹۹۵) بازیکن بسکتبال اهل ایالات متحده آمریکا است.
از باشگاه‌هایی که در آن بازی کرده‌است می‌توان به بروکلین نتس اشاره کرد.